# Trápení
Trápení je československý film režiséra Karla Kachyni z roku 1961 natočený ve Filmovém studiu Barrandov. V hlavní roli dvanáctileté dívky debutovala Jorga Kotrbová, hudbu složil Jan Novák. Film vznikl díky dlouholeté spolupráci Karla Kachyni se spisovatelem Janem Procházkou, stejně jako dalších sedm filmů (Ucho, Noc nevěsty, Kočár do Vídně, Ať žije republika, Naděje, Závrať, Vysoká zeď). Získal mimo jiné v roce 1962 Cenu Stříbrná gondola na MFF dětských filmů v Benátkách a v roce 1962 Velkou cenu poroty na Mezinárodním setkání filmů pro mládež v Cannes.

## Obsazení
- Jorga Kotrbová - Lenka, 12 let
- Jaroslav Nekolný - kočí Brťák
- Milan Jedlička - otec Lenky
- Zora Jiráková - matka Lenky
- Pavel Bártl - správce
- Zdeněk Jarolímek - kočí
- Václav Neužil - řidič Honza
- Dagmar Neumannová - teta
- Zdeněk Míka - mechanik

## Obsah
Dvanáctiletá Lenka o prázdninách pobývá na venkovském statku. Tráví čas s kluky z vesnice, chytá s nimi v potoce bělice a zkouší odvahu přejít po zábradlí přes potok. Poté se setkává s černým hřebcem Primem, kterého mají na státním statku. Lenka se s koněm sbližuje, záhy dívka pochopí, že kůň je zlý a vzpupný jen proto, že opilec a kočí Brťák ho týrá. Postupně se s Primem sblíží, nosí mu různé pamlsky, dává mu píci místo surového Brťáka a odváží se za ním i do stáje. Počne na něm dokonce jezdit. Mezi Primem a Lenkou vznikne silné pouto. Nový správce nerad vidí, že se Lenka o koně zajímá, a když jeho pokus zkrotit Prima ztroskotá, chce se ho zbavit. Varuje také Lenčiny rodiče a dívka musí doma slíbit, že už nebude koně navštěvovat. Jednoho dne Prim onemocní kolikou a zvěrolékař je daleko. Lenka chce sama koni pomoci, ale správce jí to nedovolí. V noci se kradmo vrátí do stájí a vyvede Prima ven na pastvu a kůň pohybem koliku rozběhá. K ránu se na statku vyvolá poplach, kde oba jsou, ale po krátkém pátrání je oba v pořádku najdou v blízkém dole.

## Zajímavosti
- Natáčení probíhalo na statku v Dolních Nerestcích, kde tehdy 14letá Jorga Kotrbová při natáčení bydlela.[2]
- Do filmu obsadil Karel Kachyňa řadu herců z Jihočeského divadla v Českých Budějovicích.[2]
- Film měl původní pracovní název "Strakáč".[2]
- Americký časopis Variety (11. dubna, 1962) psal pochvalně o výkonu Jorgy Kotrbové i o filmu v článku "The Sorrows of Lenka".
- Film je součástí "pubertální trilogie" o osudech dospívajících dětí (Závrať, Trápení,Vysoká zeď).